# Portia Woodman
Pour les articles homonymes, voir Woodman.

a Compétitions nationales et continentales officielles uniquement.

b Matchs officiels uniquement.
Dernière mise à jour le 13 avril 2025.
Portia Woodman-Wickliffe, née Portia Woodman le 12 juillet 1991 à Kawakawa (Nouvelle-Zélande), est une joueuse internationale néo-zélandaise de rugby à sept et internationale de rugby à XV évoluant au poste d'ailier.
Avec l'équipe de Nouvelle-Zélande de rugby à sept, elle remporte à deux reprises la Coupe du monde, en 2013 et 2018, et la médaille d'argent du tournoi féminin des Jeux olympiques d'été de 2016 à Rio de Janeiro. Elle est aussi médaillée d'or aux Jeux olympiques d'été de 2020 et aux Jeux olympiques d'été de 2024. Elle remporte également quatre éditions des World Rugby Women's Sevens Series, compétition annuelle de tournois internationaux.
Jouant également avec l'équipe de Nouvelle-Zélande de rugby à XV, elle remporte la Coupe du monde lors des éditions 2017 et 2021.
Elle est désignée meilleure joueuse de l'année, en 2015 pour le rugby à sept, et en 2017 pour le rugby à XV.
Sa femme, Renee Woodman-Wickliffe, est également internationale néo-zélandaise de rugby à XV et à sept.

## Biographie
Portia Woodman est originaire de Kaikohe, petite ville de l'île du Nord, est la fille de Kawhena Woodman, qui a disputé six matchs sous le maillot néo-zélandais en 1984 sans toutefois disputer le moindre test, et la nièce de Fred Woodman, trois tests avec les All Blacks. Une tante, Aroha Keenan, internationale de netball figure également dans son entourage familial. Elle est d'origine maoris, de la tribu des Ngapuhi. Ses origines lui permettent plus tard, lorsqu'elle porte le maillot néo-zélandais, de mener le haka.
Très tôt, dès l'âge de quatre ans, elle « veut être Jonah Lomu ! En femme », déclaration qu'elle fait à son père alors qu'ils regardaient Jonah Lomu, qui « marchait sur les Anglais » lors de la coupe du monde 1995. À l'école primaire, ses qualités sont remarquées et elle s'inscrit alors à l'athlétisme. Elle pratique le netball, sport qu’exerçait sa mère Kathryn, proche d'intégrer l'équipe nationale avant de tomber enceinte à l'âge de 16 ans du frère ainé de Portia.
Elle pratique le ce sport comme semi-professionnelle pour l'équipe des Northern Mystics d'Auckland avant de passer au rugby en 2012.
En 2012, elle répond à l'initiative « Go4Gold » lancée par la Fédération néo-zélandaise pour attirer des sportives d'autres disciplines afin de former une équipe compétitive pour l'entrée du rugby à sept au programme des Jeux olympiques. Parmi les plus de 1 100 candidates figurent également sa coéquipière aux Mystics Kayla McAlister. Dès sa première compétition avec la sélection néo-zélandaise, lors de sa première saison en Women's Sevens Serie, elle termine meilleure marqueuse avec 21 réalisations, et remporte avec la sélection néo-zélandaise, les Blacks Ferns Seven, le classement de la saison. Elle remporte la Coupe du monde, lors de l'édition de 2013, où elle termine en tête du classement des essais marqués et des points marqués,. Ses 12 essais constituent un nouveau record en coupe du monde, dépassant celui de sa compatriote Carla Hohepa en 2009. Lors de la finale remportée 29 à 12 face aux Canadiennes, elle inscrit deux essais. Peu après, elle intègre au poste d'ailière les Blacks Ferns, la sélection de rugby à XV, lors d'un test contre l'équipe d'Angleterre  à Auckland, rencontre qui est le 1000e test-match du rugby féminin. Lors de ce match, elle inscrit le premier essai de son équipe pour une victoire 29 à 10. Elle termine la saison avec le titre de New Zealand Women's Sevens Player of the Year.
C'est l'Australienne Emilee Cherry qui termine en tête du classement des essais en 2013-2014. Lors de la saison 2014-2015, elle inscrit 52 essais, devenant la cinquième, hommes et femmes confondus, et première femme, à dépasser le nombre de 50 essais lors d'une saison des World Sevens. Cette même saison, elle inscrit 14 essais lors du seul tournoi disputé aux États-Unis. Elle remporte également son troisième titre consécutif dans cette compétition. Elle figure parmi les dernières joueuses choisies pour le titre de meilleure joueuse de la compétition avec l'Australienne Charlotte Caslick, sa compatriote Sarah Goss, la Russe Nadezda Kudinova. C'est elle qui est désignée World Rugby Women’s Sevens Player of the Year.

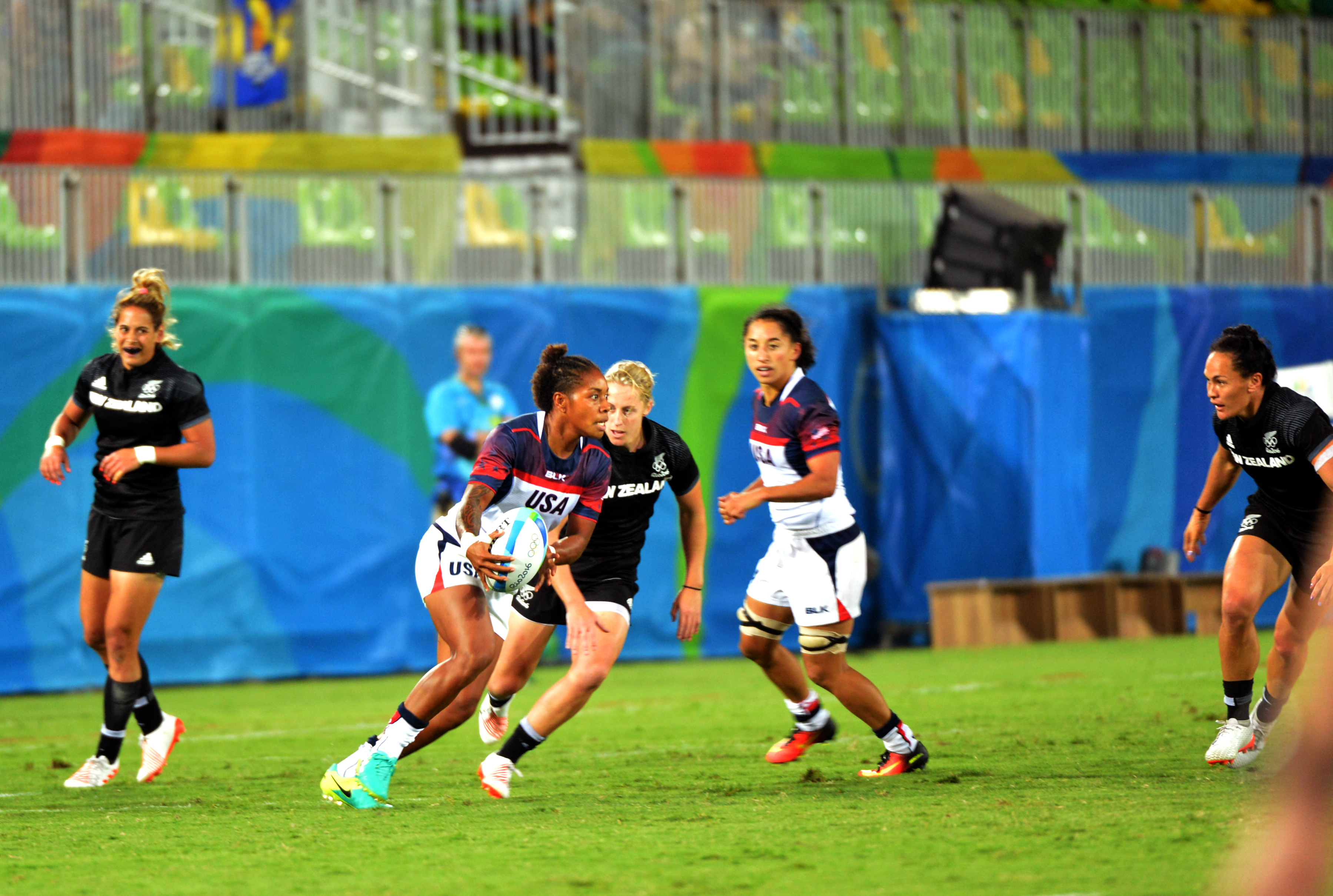
Woodman, en défense à l’extrême droite, lors deux olympiques de Rio.

Le rugby à sept figure pour la première fois au programme des Jeux olympiques lors de l'édition de 2016 à Rio de Janeiro. Durant cette compétition, elle inscrit au moins un essai lors de chacune des six premières rencontres disputées, pour un total de dix. Lors de la finale face aux Australiennes, elle prend un carton jaune peu avant la fin de la première mi-temps. Lors de cette expulsion temporaire, les Australiennes inscrivent deux essais, pour finalement l'emporter sur le score de 24 à 17.
Elle est nommée par World Rugby pour le titre de joueuse de rugby à sept de l'année 2016 aux côtés de Emily Scarratt et Charlotte Caslick. C'est cette dernière qui est élue.

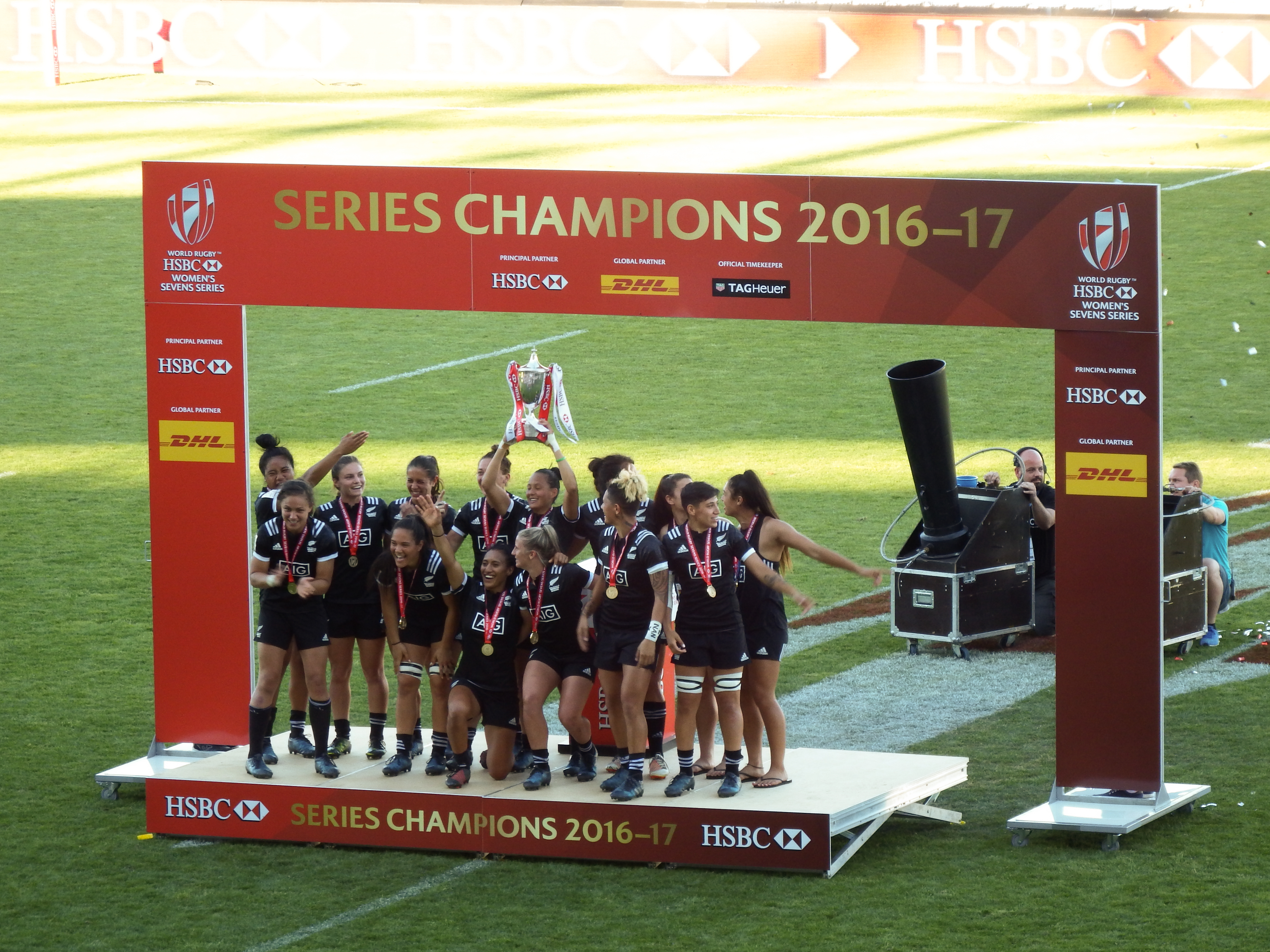
Victoire lors des World Rugby Women's Sevens Series.

Elle est sélectionnée pour participer à la Coupe du monde 2017. Elle se fait remarquer à l'occasion du match contre Hong Kong, au cours duquel elle inscrit huit essais. Elle termine meilleure marqueuse de la compétition avec treize réalisations, ainsi que meilleure réalisatrice avec soixante-cinq points. Ses performances lui valent d'entrer dans l'équipe-type de la compétition désignée par World Rugby. Nommée avec sa compatriote Kelly Brazier, l'Anglaise Lydia Thompson et les deux Françaises Safi N'Diaye et Romane Ménager, elle est désignée en novembre meilleure joueuse de l'année .
Deux compétitions majeures figurent au calendrier des compétitions de rugby à sept. En avril, Les Black Ferns disputent le tournoi des Jeux du Commonwealth, jeux se déroulant à Gold Coast en Australie. En finale, elles affrontent l'Australie. Les Blacks Ferns s'imposent lors de la prolongation sur le score de 17 à 12, Woodman inscrivant le premier essai de la partie, Michaela Blyde inscrivant un deuxième essai. Avec 43 essais, Woodman termine meilleure marqueuse des World Rugby Women's Sevens Series. Elle termine également meilleure réalisatrice avec 185 points, devant sa compatriote Michaela Blyde. Toutefois, c'est l'équipe d'Australie qui remporte le classement de la saison, devant les Néo-Zélandaises. Au terme de cette saison, Woodman compte le plus grand nombre d'essai dans l'histoire de la compétition avec 185 réalisations et occupe le deuxième rang des marqueuses avec 925 points, derrière les 984 points de la Canadienne Ghislaine Landry. Elle est nommée dans l'équipe type de la compétition, avec sa coéquipière Michaela Blyde, les Australiennes Evania Pelite et Emma Tonegato, la Russe Baizat Khamidova, l'Espagnole Patricia García et la Française Montserrat Amédée.
La saison se termine en juillet par la coupe du monde, disputée à San Francisco. Après avoir battues les Américaines en demi-finale, les Blacks Ferns remportent le titre mondial en battant l'équipe de France sur le score de 27 à 0, Woodman marquant l'un des cinq essais de son équipe. Quelques jours plus tard, elle est présente en neuvième position dans un classement établit par le magazine Rugby World des 50 personnalités du rugby, première joueuse, classement dominé par le vice-président de World Rugby Agustín Pichot.
Elle figure parmi les 30 joueuses à se voir offrir un contrat de 45 000 $ néo-zélandais par la Fédération néo-zélandaise : 23 ans après le début du professionnalisme, c'est le premier contrat professionnel offert à des joueuses de rugby.
En septembre 2022, elle est sélectionnée pour disputer la Coupe du monde de rugby à XV en Nouvelle-Zélande.
Sélectionnée pour les Jeux olympiques de Paris, elle annonce le 1er juillet 2024 qu'elle prend sa retraite internationale après la compétition. Au mois d'octobre elle s'engage avec les Blues pour le Super Rugby Aupiki 2025.
Au printemps 2025, après avoir remporté le Super Rugby avec les Blues, elle met un terme à sa retraite internationale afin de jouer la Coupe du monde en Angleterre. Au mois de mai, durant la Pacific Four Series, elle inscrit sept essais contre les États-Unis et devient la meilleure marqueuse de l'histoire des Black Ferns avec 45 essais.

## Palmarès

### En rugby à XV

#### En franchise
- Vainqueur du Super Rugby Aupiki en 2025.

#### En équipe nationale
- Vainqueur de la Coupe du monde en 2017 et 2021.
- Vainqueur de la Pacific Four Series en 2025.

### En rugby à sept
- Vainqueur de la Coupe du monde en 2013 et 2018.
- Jeux olympiques :
  - Médaille d'argent en 2016.
  - Médaille d'or en 2020 et en 2024.
- Jeux du Commonwealth
  - Médaille d'or en 2018.

### Distinctions personnelles
- Élue Meilleure joueuse du monde de rugby à sept World Rugby en 2015.
- Meilleure marqueuse des Jeux olympiques 2016 (10 essais).
- Meilleure marqueuse d'essais lors de la Coupe du monde de rugby à XV 2017 (13 essais en 5 matches)
- Élue Meilleure joueuse du monde World Rugby en 2017.
- Élue sportive maorie de l'année en 2017.
- Élue dans le quinze de l'année 2017 par le journal Planet Rugby, seule femme parmi quatorze joueurs d'excellence .

## Vie privée
À partir de 2013, elle est en couple avec Renee Wickliffe, joueuse des Black Ferns. Elles sont mariées depuis 2022.